# Maissa Ndiaye
Maissa Codou Ndiaye (sinh ngày 28 tháng 1 năm 2002) là cầu thủ bóng đá chuyên nghiệp người Sénégal hiện đang thi đấu ở vị trí trung vệ cho câu lạc bộ Železničar Pančevo tại Serbian SuperLiga, theo dạng cho mượn từ cho mượn từ Cremonese.

## Sự nghiệp thi đấu

### Đầu đời
Sinh ra tại Dakar, Sénégal, Ndiaye bắt đầu chơi bóng đá tại một trường cơ sở địa phương, trước khi rời đất nước khi còn là một thiếu niên, khi anh đi qua Địa Trung Hải bằng thuyền và đến trung tâm tiếp nhận người nhập cư ở Lampedusa, Ý. Sau khi chuyển đến Naples, tháng 9 năm 2018, hậu vệ này gia nhập Afro Napoli United, một câu lạc bộ nghiệp dư địa phương cũng hoạt động như một tổ chức ủng hộ hội nhập. Do các quy tắc của Liên đoàn bóng đá Ý liên quan đến việc đăng ký các cầu thủ trẻ không thuộc Liên minh châu Âu, anh ấy không thể góp mặt trong trận đấu chính thức mà chỉ thi đấu tại các giải đấu trẻ và các trận giao hữu.

### Roma
Trong tháng đầu tiên của năm 2019, Ndiaye được chú ý bởi Roma, sau đó gia nhập câu lạc bộ Serie A này để thử việc. Với kết quả thành công, hậu vệ này đã chính thức gia nhập đội trẻ vào tháng 8 năm 2019, mặc dù anh ấy đã chính thức được đăng ký thi đấu trong các giải đấu chính thức vào tháng 10 cùng năm. Sau màn trình diễn của anh ở đội U-19 của câu lạc bộ, trong mùa giải 2021–22, Ndiaye bắt đầu tập luyện với đội một dưới sự dẫn dắt của huấn luyện viên José Mourinho. Vào ngày 4 tháng 12 năm 2021, anh ấy ngồi dự bị trong trận thua 0-3 trước Inter Milan. Trong trận đấu này, Ndiaye đáng lẽ phải ra mắt đội một trong khoảng thời gian bù giờ, nhưng trọng tài Marco Di Bello đã thổi còi mãn cuộc trước khi quyền thay người được diễn ra do bóng không được đưa ra khỏi sân đúng giờ.
 Tháng 5 năm 2022, anh ta giúp U-19 Roma vào đến trận chung kết của giải U-19 quốc gia.

### Cremonese
Ngày 4 tháng 7 năm 2022, Ndiaye gia nhập Cremonese, tân binh của Serie A. Vụ chuyển nhượng bao gồm một điều khoản bán đứt không được tiết lộ có lợi cho Roma.

### Cho mượn tại Vicenza
Không được trọng dụng trong nửa đầu mùa giải 2022–23, vào ngày 15 tháng 1 năm 2023, Ndiaye bị đem cho mượn tại Vicenza tại Serie C đến hết mùa giải. 1 tuần sau, ngày 22 tháng 1, cầu thủ này có trận ra mắt chuyên nghiệp cho đội bóng, khi vào sân thay cho Nicola Dalmonte ở phút thứ 87 trong chiến thắng 3–0 tại Serie C trước AlbinoLeffe.

#### Cho mượn tại Železničar Pančevo
Vào ngày 6 tháng 9 năm 2023, Ndiaye gia nhập câu lạc bộ Železničar Pančevo tại Serbian SuperLiga theo dạng cho mượn đến cuối mùa giải, với thỏa thuận bao gồm một tùy chọn mua.

## Thống kê sự nghiệp

### Câu lạc bộ
Tính đến 18 tháng 5 năm 2023
| Câu lạc bộ          | Mùa giải            | Giải đấu            | Giải đấu | Giải đấu | Cúp quốc gia | Cúp quốc gia | Châu lục | Châu lục | Khác | Khác | Tổng cộng | Tổng cộng |
| Câu lạc bộ          | Mùa giải            | Hạng                | Trận     | Bàn      | Trận         | Bàn          | Trận     | Bàn      | Trận | Bàn  | Trận      | Bàn       |
| ------------------- | ------------------- | ------------------- | -------- | -------- | ------------ | ------------ | -------- | -------- | ---- | ---- | --------- | --------- |
| Roma                | 2021–22             | Serie A             | 0        | 0        | 0            | 0            | 0        | 0        | –    | –    | 0         | 0         |
| Cremonese           | 2022–23             | Serie A             | 0        | 0        | 0            | 0            | –        | –        | –    | –    | 0         | 0         |
| Tổng cộng           | Tổng cộng           | Tổng cộng           | 0        | 0        | 0            | 0            | –        | –        | –    | –    | 0         | 0         |
| L.R. Vicenza (mượn) | 2022–23             | Serie C             | 8        | 0        | –            | –            | –        | –        | 0    | 0    | 5         | 0         |
| Tổng cộng sự nghiệp | Tổng cộng sự nghiệp | Tổng cộng sự nghiệp | 8        | 0        | 0            | 0            | 0        | 0        | 0    | 0    | 5         | 0         |